# Il corpo di Marianna - Storie d'amore nella Rivoluzione Francese
Il corpo di Marianna - Storie d'amore nella Rivoluzione Francese è una serie televisiva del 1989 realizzata in occasione del Bicentenario della Rivoluzione.

## Trama
Ciascun episodio racconta la vita di personaggi importanti che hanno vissuto la Rivoluzione francese, concentrandosi però sugli aspetti privati anziché sui grandi eventi che essi hanno vissuto. I personaggi al centro delle vicende sono: la regina Maria Antonietta, Honoré Gabriel Riqueti de Mirabeau, Théroigne de Méricourt, Jean-Paul Marat, Charles-Maurice de Talleyrand-Périgord, Jean-Lambert Tallien e Teresa Cabarrus.

## Curiosità
- In Italia la serie venne trasmessa da Rai 2 nel 1989 ed ogni suo episodio venne trasmesso come se fosse un film vero e proprio.

## Episodi
| N° | Episodio                                                                             | Trasmissione Francia | Trasmissione Italia |
| -- | ------------------------------------------------------------------------------------ | -------------------- | ------------------- |
| 1  | Maria Antonietta - Regina di un solo amore (Marie Antoinette, reine d'un seul amour) | 11 febbraio 1989     | 8 giugno 1989       |
| 2  | La baionetta di Mirabeau (La baïonnette de Mirabeau)                                 | 18 marzo 1989        | 1989                |
| 3  | Theroigne de Mericourt - L'amazzone rossa (Théroigne de Méricourt, l'amazone rouge)  | Giugno 1989          | 1989                |
| 4  | Marat - Terrorista apolide (Marat)                                                   | 14 luglio 1989       | 1989                |
| 5  | Talleyrand - L'abate libertino (Talleyrand ou Les lions de la revanche)              | 19 luglio 1989       | 1989                |
| 6  | La rosa bianca di Tallien (Madame Tallien)                                           | 16 agosto 1989       | 1989                |